# زهراوات الأحراج
زهراوات الأحراج (الاسم العلمي: Hydrophylloideae) هي أسرة من النباتات تتبع فصيلة الحمحمية من الطبقة النجمياوايات.

## تصنيف
- قبيلة زهراوية الأحراج
  - ورق الماء (الاسم العلمي:ثجمة)
  - زهرة الأحراج (الاسم العلمي:ذقيمة)
  - زهرة العيد (الاسم العلمي:Pholistoma)
  - الإيليسية (الاسم العلمي:Ellisia)
- قبيلة الجمياوية
- الجمية (الاسم العلمي:جمية)
- الناما (الاسم العلمي:ناما)
- (الاسم العلمي:Eucrypta)
- (الاسم العلمي:Draperia)
- (الاسم العلمي:Emmenanthe)
- (الاسم العلمي:Wigandia)
- (الاسم العلمي:Eriodictyon)
- (الاسم العلمي:Turricula)
- (الاسم العلمي:Tricardia)
- (الاسم العلمي:Hesperochiron)
- (الاسم العلمي:Romanzoffia)
- (الاسم العلمي:شيفرة جينية)